# Бабий, Анна Фёдоровна
А́нна Фёдоровна Баби́й (девичья фамилия — Грищу́к) — советский педагог, общественный деятель, краевед, отличник народного просвещения Украинской ССР (1976), отличник просвещения СССР (1987), Заслуженный учитель Украинской ССР (1978), ветеран педагогического труда. В 2021 году удостоена пожизненной государственной стипендии для выдающихся деятелей образования.

## Биография

### Детство и юношество
Родилась в селе Стрельче Волынской области в 1940 году. Родители работали в колхозе.
Училась в Смыковской общеобразовательной школе, после окончания которой поступила в Сокальское педучилище.
В 1966 году окончила Луцкий педагогический институт имени Леси Украинки и получила специальность учителя истории и украинского языка.

### Педагогическая деятельность
Направление на работу получила в 1958 году в село Лахвичи, впоследствии в село Деревок Волынской области, где преподавала биологию, впоследствии обучала 1-й класс.
С 1961 года — учитель истории и географии в селе Ощев Волынской области.
В 1968—1973 — директор Ощевской школы.
С 1973 по 1985 — учитель истории и географии в школе села Ощев Волынской области.
С 1985 по 1996 — учитель истории в школе села Ощев Волынской области. С 1996 по 2001 — учитель истории с неполной недельной нагрузкой. С 2001 по 2017 — руководитель музея школы на общественных началах.
С первых дней работы в школе Анна Бабий стала организатором и руководителем краеведческой работы. Поисковая, исследовательская работа нашла отражение в «Летописи истории освобождения территории Гороховщины (1941—1944 гг.): Начало Львовско-Сандомирской операции по Рава-Русском направлении (по архивам 389 и 58 стрелковых дивизий)», в «Истории села Ощев» в материалах Всеукраинской историко-краеведческой акции учащейся молодежи «Дорогами подвига и славы» и другие.
В 2015 году издала книгу «Львовско-Сандомирская операция. Прорыв на Рава-Русском направлении».

### Образовательно-общественная деятельность
В 1977 — делегат IV съезда учителей Украинской ССР.
С 1979 по 1984 — член Правления республиканской организации общества «Знание» Украины.
Активная гражданская позиция, принципиальность, профессионализм Анны Бабий были оценены односельчанами. В 1978 году она избирается депутатом Гороховского районного совета. А с 1979 по 1991 год избиралась депутатом Волынского областного совета народных депутатов.
О активной депутатской деятельности Анны Бабий постоянно рассказывалось на страницах местной прессы: и о её непосредственном участии в решении вопросов о завершении строительства Сенкевичевской средней школы; и о выполнении приказов избирателей по прокладке шоссейных дорог в селах Ольховка и Терешковцы, подъездов на тракторные бригады и фермы местных колхозов, открытию современных предприятий торговли и быта; и добросовестном выполнении поручений, которые имела как секретарь комиссии по народному просвещению областного совета.

## Награды
20 апреля 1970 года награждена медалью «За доблестный труд».
10 февраля 1976 года награждена нагрудным значком Министерства просвещения УССР «Отличник народного просвещения».
Указом Президиума Верховного Совета Украинской ССР от 18 августа 1978 года Анне Бабий присвоено почетное звание «Заслуженный учитель Украинской ССР».
14 декабря 1987 года награждена нагрудным значком Министерства просвещения СССР «Отличник просвещения СССР».
24 марта 1986 года награждена медалью «Ветеран труда».
В 2015 году по случаю 75-летия её имя вошло в «Календарь знаменательных и памятных дат Волыни»
В 2018 году имя Анны Бабий вошло в книгу «Сеятели разумного, доброго, вечного. Заслуженные учителя Гороховщины».
18 августа 2021 Кабинет Министров Украины согласовал кандидатуру Анны Бабий (Грищук) на назначение пожизненной государственной стипендии выдающимся деятелям образования. Указом Президента Украины от 27 сентября 2021 года № 491/2021 заслуженному учителю Украинской ССР, отличнику народного просвещения Анне Бабий (Грищук) назначена пожизненная государственная стипендия для выдающихся деятелей образования.

## Взгляды
Реформа образования в современный период предусматривает переход к Новой украинской школе, в которой ученик вместе со знаниями получает умение их применять, меняются методы преподавания, формат общения и сотрудничества учащихся, учителей и родителей, внедрение проектной работы и учебы через деятельность. Выполнение этих задач невозможно без сотрудничества ученического, родительского и педагогического коллективов.Заслуженный учитель Украинской ССР Анна Бабий